# ابوموسی (شهر)
شهر بوموسی، مرکز شهرستان بوموسی در استان هرمزگان بوده که در جنوب ایران و در جزیره بوموسی قرار دارد.در آذر ۱۴۰۳ با تصویب دولت سفر به ابوموسی برای همه ایرانیان بدون دعوت نامه ممکن شد و فرماندار جزیره بوموسی اعلام کرد خانه های مسافر، بومگردی و مسافرخانه ها، ظرفیت پذیرش ۱۲۰ گردشگر را دارد

## جمعیت
بر پایه سرشماری عمومی نفوس و مسکن در سال ۱۳۹۵ جمعیت این مکان ۴٬۲۱۳ نفر (۸۵۷ خانوار) بوده است.

## موضع سازمان ملل در مورد بوموسا
امارات متحده عربی از اقدام ایران در گشایش دو دفتر دریایی در جزیره بوموسا به سازمان ملل متحد شکایت کرد و این اقدام تهران را نقض تفاهم نامه دو کشور خوانده است.
به گزارش خبرگزاری رسمی امارات، وام، دولت امارات متحده عربی در نامه ای به بن کی مون، دبیرکل سازمان ملل نوشته است: «اقدام غیر مشروع ایران [در بازگشایی دفاتر دریایی در جزیره بو موسی] نقض یادداشت تفاهم امضا شده و تلاشی به منظور تغییر وضعیت قانونی این جزیره است.»
پس از خروج بریتانیا از منطقه در سال ۱۹۷۱ و براساس توافقنامه ای که در این سال به امضا رسید مالکیت جزایر تنب کوچک و بزرگ و بوموسا به ایران واگذار شد. در آن سال ۱۹۷۱ ایران یک روز پیش از آنکه امارات از تحت الحمایگی بریتانیا خارج شود، براساس توافق سه جانبه با امیر نشین شارجه و بریتانیا نیروهای خود را در جزیره بوموسا مستقر کرد.
اما در سال‌های گذشته، امارات و کشورهای حاشیه خلیج فارس اعلام کرده‌اند که این جزایر متعلق به امارات است.
ایران می‌گوید که حاضر است برای رفع سوء تفاهم با امارات مذاکره کند، اما امارات خواستار حضور یک میانجی در مذاکره است.
سعاده انور عثمان الباروت، نماینده امارات در سازمان ملل متحد، روز پنجشنبه، متن نامه به دبیرکل سازمان ملل را در مقر این سازمان توزیع کرد.
در ادامه نامه امارات به دبیرکل سازمان ملل آمده است: «این تفاهم نامه نه به ایران حق حاکمیتی بر این جزیره یا بر بخشی از آن می‌دهد و نه برای ایران حق استقرار سازوکار امنیتی قائل است.»
تلویزیون دولتی ایران امرداد ماه گذشته اعلام کرده بود که تهران دفاتری را برای ثبت کشتی‌ها و امور دریایی در جزیره بوموسا تأسیس کرده است.
به دنبال اعلام این خبر، امارات متحده عربی کاردار ایران در ابوظبی را احضار و به این اقدام ایران اعتراض کرد.
حسن قشقاوی سخنگوی وزارت امور خارجه ایران در واکنش به اعتراض امارات، ضمن تأکید بر ایرانی بودن جزیره بوموسا اعلام کرد: «جمهوری اسلامی ایران همواره اعلام کرده است که هرگونه سوء تفاهم در مورد ترتیبات اجرائی در جزیره بوموسا در چارچوب یادداشت تفاهم ۱۹۷۱ و براساس گفت وگوی دو جانبه قابل حل است.»
پس از آن عبدالرحمان العطیه، دبیرکل شورای همکاری خلیج فارس هم در بیانیه ای اقدام ایران را محکوم کرد و گفت، جزیره‌های تنب بزرگ، تنب کوچک و بوموسا متعلق به امارات متحده عربی است و توسط ایران اشغال شده‌اند.
سه جزیره بوموسا، تنب بزرگ و تنب کوچک در دهانه تنگه هرمز قرار دارند و علاوه بر موقعیت استراتژیک، به دلیل این که کشتی‌های نفتکش به علت کم عمق بودن خلیج فارس تنها باید از مسیر میان این جزیره‌ها عبور کنند، موقعیت ویژه ای دارند.
چهار کشور عرب منطقه پس از استقلال امارات در اوایل دهه ۷۰ میلادی، در نامه ای به شورای امنیت سازمان ملل، بر جزایر بوموسا، تنب بزرگ و کوچک ادعای مالکیت کردند و خواستار رسیدگی سازمان ملل به این ادعا شدند.
اما شورای امنیت در دسامبر ۱۹۷۱ درخواست امارات را از دستور کار خود خارج کرد و رسیدگی به آن را نپذیرفت.
از سال ۱۹۹۲ این جزایر باردیگر مورد ادعای ارضی امارات متحده قرار گرفته است.
ایران همواره ادعای امارات را رد کرده است و این جزایر را جزئی جداناپذیر از خاک خود دانسته است